# 埒內
23°43′18″N 120°26′45″E / 23.72167°N 120.44583°E
埒內，是台灣雲林縣虎尾鎮的一個傳統地域名稱，位於該鎮北部偏東。相較於今日行政區，其範圍大致包括埒內里、堀頭里、安溪里南半部不含其西北端及西南部、中溪里西北端，以及西螺鎮公館里南部西側凸出部分的南半部。

## 歷史
台灣清治末期至日治初期，埒內地區為一街庄，稱為「埒內庄」，隸屬於大坵田堡。該庄北與三塊厝庄為鄰，東與過溪仔庄為鄰，南邊為平和厝庄，西南邊一小段與五間厝庄為界，西邊為廉使庄。
1901年（日治明治三十四年）11月，全台廢縣廳改設二十廳，該庄隸屬於斗六廳。1903年（明治三十六年）6月，該庄編入「大墩仔區」，隸屬於斗六廳。1909年（明治四十二年）10月，合併二十廳為十二廳，大墩仔區改隸屬於嘉義廳。1920年（大正九年），全台地方制度大改正，廢十二廳改設五州二廳，該庄改制為「埒內」大字，隸屬於臺南州虎尾郡虎尾庄。1933年，虎尾庄升格為虎尾街。
戰後虎尾街改制為虎尾鎮，隸屬於臺南縣，大字亦改制為里。1950年10月，雲、嘉、南分治，虎尾鎮改隸屬雲林縣。

## 聚落

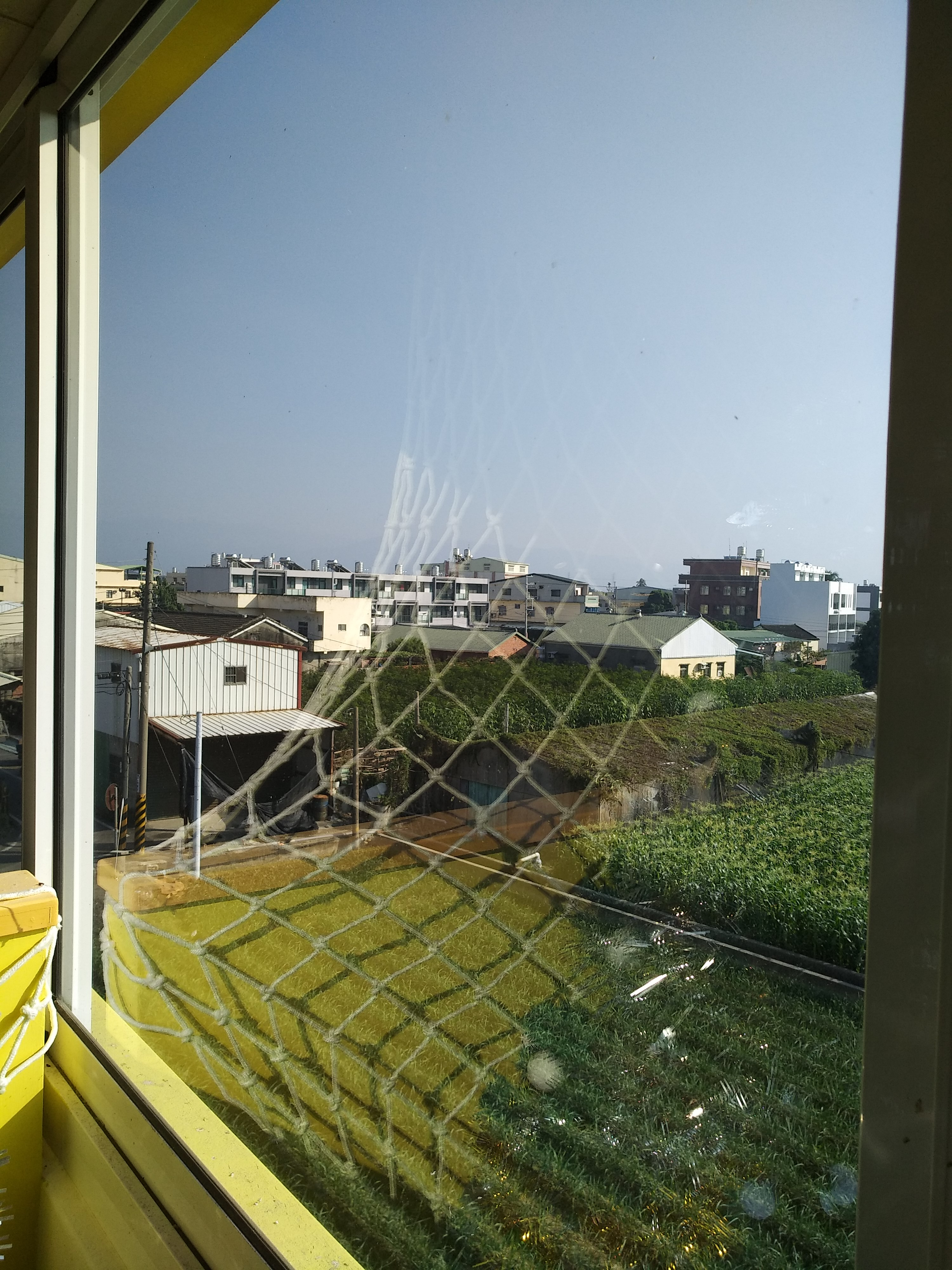
堀頭

本地區發展較早的聚落有埒內、堀頭、安溪藔等，在日治期初期的官方地圖上已有記載。此外，本地區尚有尾園聚落。

## 交通
國道1號又稱「中山高速公路」，是貫穿台灣西部的兩條縱向高速公路之一，大致以北北西—南南東走向繞大彎轉北北東—南南西走向經過埒內地區東部邊界外不遠處，並在東北方縣道145乙線交會處設有虎尾交流道。由此可快速前往國道1號沿線各地。
縣道145號（林森路、林森路一段）是埤頭至六腳鄉港尾寮的道路，大致以西北—東南走向由本地區西部邊界中央地帶入境後繞彎道轉南，至埒內聚落西南側的五叉路路口轉西南，經縣道158號路口、嘉南大圳濁幹線虎尾水圳橋後續行以至於本地區西南部邊界出境。由該道路向西北繞大彎轉東北可前往西螺、埤頭並止於縣道150號路口，向西可前往虎尾市區、土庫、元長東南部、北港、六腳港尾寮等地。
縣道145乙線又稱「斗六聯絡道」，是虎尾至大美（下大埔尾）的道路，大致以西向東經過本地區北部。並與國道1號交會於虎尾交流道。由該道向西可前往廉使北部並止於縣道145號路口；向東經過溪子北部的國道1號虎尾交流道可前往惠來厝、大埔尾並止於省道台1丁線路口。
縣道158號（文科路）是臺西海口至斗南北勢仔的道路，大致以西北—東南走向由本地區西部南側入境後，經縣道145號路口後繞彎道轉南南東於本地區南部邊界中央偏西地帶出境。由該道路向西北轉西南西可前往土庫中部、褒忠、東勢、台西等地；向南南東續繞彎道轉南再轉東南可前往平和厝、蕃薯東端、小東、國道1號斗南交流道並止於省道台1線路口。
鄉道雲71線是廣興至平和厝的道路，大致以北北西—南南東走向經過本地區東北角。由該道路向北北西可前往三塊厝、頂湳與埤頭垻交界地帶並止於鄉道雲44線路口；向南南東可前往過溪子、平和厝並止於縣道158號路口。
鄉道雲73線是西園至埒內的道路，其西南側端點（起點）位於本地區中部偏南埒內聚落的鄉道雲74線轉角路口。由此向東北微北繞彎道轉北北西再轉東北東再轉北微西，出聚落後轉北直行，經縣道145號路口後轉東北再轉東，於本地區東部邊界北側出境後轉北北西再轉東可前往過溪子與三塊厝交界地帶、過溪子北部並止於其東側邊界的鄉道雲77線路口。
鄉道雲73-1線是埒內至虎尾的道路，其東北側端點（起點）位於埒內聚落東側的鄉道雲74線轉角路口。由此向東南出聚落，至堀頭聚落轉南再轉南南東再轉東南，出聚落後轉南南東蜿蜒而行，出境後可前往平和厝、虎尾市區南南東側並止於中山路路口（虎尾溪虎尾鐵橋北側橋頭）。
鄉道雲74線（埒內路、中興路）是埒內至虎溪里的道路，其西側端點（起點）位於埒內聚落南側偏西的縣145號轉角路口。由此向東北繞彎道轉東南再繞道轉東北，經鄉道雲73線終點路口轉東南微東，經鄉道雲73-1線起點路口轉東北微北再轉東，出聚落後經鄉道雲74-1線起點路口可前往過溪子、惠來厝、大埔尾、竹圍子西端、保長廍北部並止於省道台1丁線路口。
鄉道雲74-1線是埒內至三塊厝的道路，其西北側端點（起點）位於臨近本地區東部邊界外緣的鄉道雲74線路口。由此向北微東蜿蜒而行可前往過溪子地區汕尾聚落，轉東可前往下過溪仔、頂過溪仔等聚落，再轉南可前往三塊厝聚落並止於其東北郊的鄉道雲76線路口。

## 學校
- 中正國小

## 廟宇
- 虎尾三姓公廟